# 齿-龈音
在語言學中，齒-齦音（又作齿龈音，旧译齒齒齦音）是一種輔音，其發音方法是將平坦的舌頭抵住牙槽嵴與上排牙齒間，如西班牙語與法語的/t/與/d/。
事實上，齒-齦音是一種齦音，亦是一種舌葉音。儘管齒-齦音通常被標記為「齒音」，因為只有與牙齒的前向接觸是可見的，但事實上，舌頭與口腔在最後面的接觸點亦十分重要—它限定了共振的最大空間，並為此類輔音提供了特有的聲音。
法語中，最靠後的接觸是齦（或有時稍稍靠近前齦），西班牙語的/t/和/d/則是舌端的齒-齦音，而/l/ 和/n/雖然是齦音，但若有其後/t/和/d/會被同化。相似地，義大利語的 /t/、/d/、/t͡s/與/d͡z/都是齒-齦音，而/l/ 和 /n/ 則是齦音。

## 來源
- Martínez-Celdrán, Eugenio; Fernández-Planas, Ana Ma.; Carrera-Sabaté, Josefina, , Journal of the International Phonetic Association, 2003, 33 (2): 255–259  [2018-02-25], doi:10.1017/S0025100303001373, （原始内容存档于2021-03-08）
- Rogers, Derek; d'Arcangeli, Luciana, , Journal of the International Phonetic Association, 2004, 34 (1): 117–121, doi:10.1017/S0025100304001628